# Brooklyn (Ohio)
Brooklyn és una població dels Estats Units a l'estat d'Ohio. Segons el cens del 2000 tenia 11.586 habitants.

## Demografia
Segons el cens del 2000, Brooklyn tenia 11.586 habitants, 5.348 habitatges, i 3.171 famílies. La densitat de població era de 1.045,2 habitants/km².
Dels 5.348 habitatges en un 22,1% hi vivien nens de menys de 18 anys, en un 44,3% hi vivien parelles casades, en un 11,1% dones solteres, i en un 40,7% no eren unitats familiars. En el 36,5% dels habitatges hi vivien persones soles el 15,4% de les quals corresponia a persones de 65 anys o més que vivien soles. El nombre mitjà de persones vivint en cada habitatge era de 2,16 i el nombre mitjà de persones que vivien en cada família era de 2,84.
Per edats la població es repartia de la següent manera: un 18,9% tenia menys de 18 anys, un 7,5% entre 18 i 24, un 28,4% entre 25 i 44, un 23,2% de 45 a 60 i un 21,9% 65 anys o més.
L'edat mediana era de 42 anys. Per cada 100 dones de 18 o més anys hi havia 87,2 homes.
La renda mediana per habitatge era de 36.046 $ i la renda mediana per família de 46.696 $. Els homes tenien una renda mediana de 35.593 $ mentre que les dones 29.433 $. La renda per capita de la població era de 21.127 $. Aproximadament el 5,2% de les famílies i el 6,6% de la població estaven per davall del llindar de pobresa.

## Poblacions més properes
El següent diagrama mostra les poblacions més properes.